# Württemberg-Baden
Württemberg-Baden è un ex Stato federato della Germania Ovest.

## Storia
Dopo la fine della seconda guerra mondiale, la parte settentrionale delle ex regioni federali della Repubblica di Weimar, Baden e Württemberg, divennero zone di occupazione statunitensi. La frontiera meridionale del territorio occupato fu scelta in modo tale che l'autostrada Karlsruhe-Monaco, oggi A8, si trovasse entro il settore statunitense. Il governo militare insediò il governo provvisorio dello Stato il 19 settembre 1945 nella capitale Stoccarda.
Il Württemberg-Baden aveva più di 3,5 milioni di abitanti e una superficie di 15 700 km². Il 30 giugno 1946 si votò per l'Assemblea costituente dello Stato. La Costituzione regionale fu approvata da un referendum il 24 novembre, contemporaneamente si votò per il parlamento del Land. Lo Stato si divideva in due distretti: Württemberg e Baden (con capoluogo Karlsruhe).
Quando fu fondata la Repubblica Federale di Germania il 23 maggio 1949, il Land ne divenne parte. Il 16 dicembre 1951 gli Stati di Württemberg-Baden, Baden e Württemberg-Hohenzollern decisero di unirsi con referendum. Il nuovo Land Baden-Württemberg fu fondato il 25 aprile 1952.

## Presidenti
Dal 1946 al 1952 Reinhold Maier, membro del Demokratische Volkspartei (DVP, partito popolare democratico) fu l'unico presidente del Württemberg-Baden.
| Controllo di autorità | VIAF (EN) 147752735 · GND (DE) 4067030-2 · J9U (EN, HE) 987007550295205171 |